# Mini PC

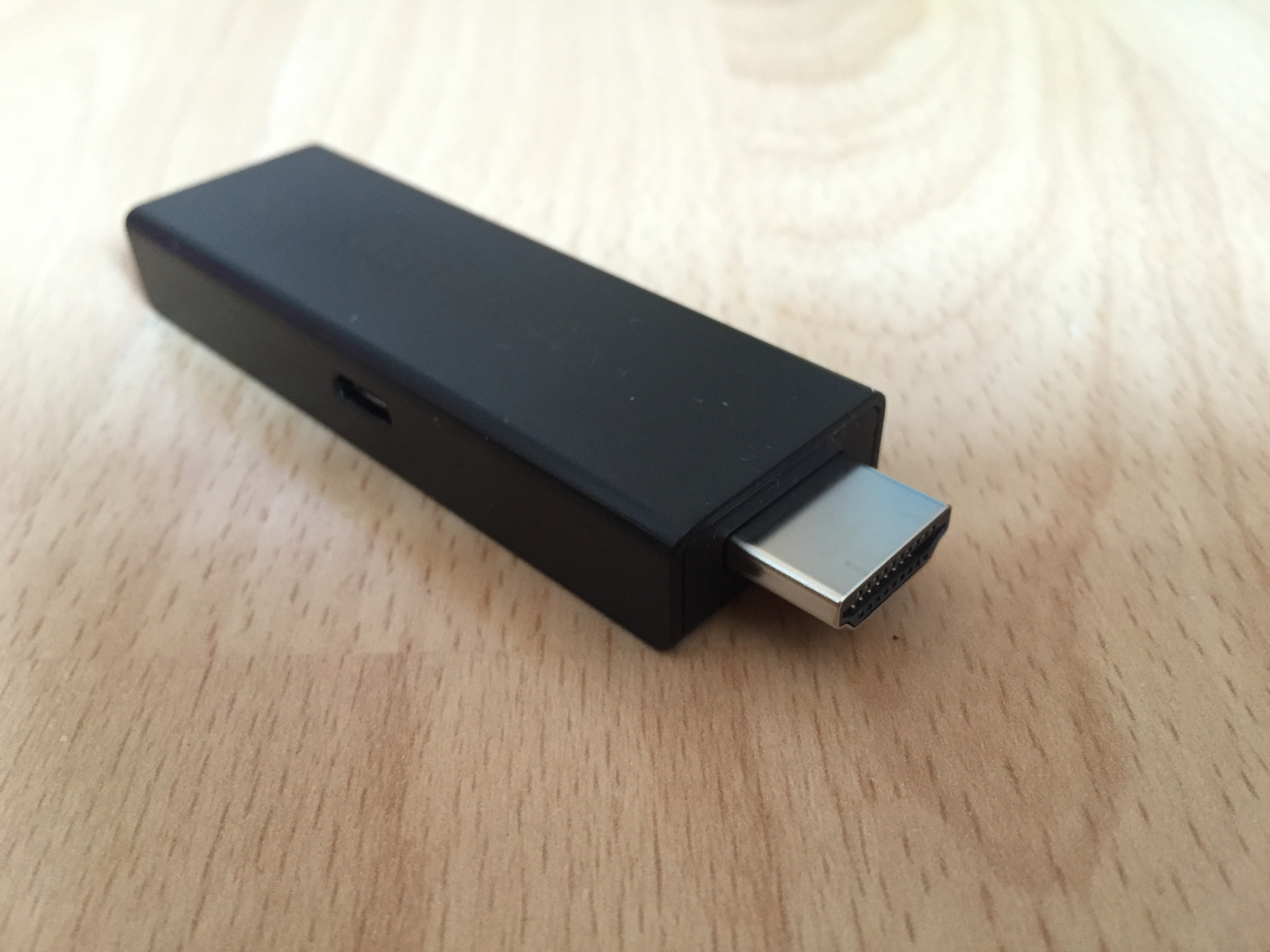
Amazon Fire TV.

Stick PC ou PC on a stick é um computador de placa única em um estojo pequeno e alongado, semelhante a um modem ou a uma grande unidade flash USB. Este dispositivo geralmente possui uma porta de vídeo HDMI. Um Stick PC é um dispositivo que possui processadores ou chips independentes e que possui todas as funções básicas de um computador. Este dispositivo não deve ser confundido com dispositivos de armazenamento passivo, como memória flash, que podem conter apenas instruções salvas ou um sistema operacional que será executado na CPU.
O Stick PC pode ser conectado a um dispositivo periférico, como um monitor, TV ou tela, para saída visual ou de áudio.
O Intel Compute Stick é um dos primeiros dispositivos desse tipo.